# Blanche Cavarrot
Blanche Cavarrot (27 janvier 1863, Reims - 16 juin 1955 Verzenay) est une héroïne française de la Première Guerre mondiale.

## Biographie
Blanche Cavarrot nait à Reims le 27 janvier 1863.
En 1881, elle prend poste comme institutrice à l'école maternelle de la rue Courmeaux. 
À partir de 1883, elle a Marie-Clémence Fouriaux comme directrice. Après le départ de cette dernière pour l'école de la rue du Mont-d'Arène, en 1888, elle en devient la directrice.
Les deux femmes resteront très proche tout le long de leurs vies. Elles fondent ensemble l'Union des jeunes filles en 1900, l'Œuvre du trousseau en 1901 et le retour à Reims en 1918,.
À partir de 1932, Blanche Cavarrot poursuit le travail de Marie Clémence Fouriaux comme administratrice à la Roseraie, à Villers-Allerand,, jusqu'en 1949, où elle arrête pour des raisons médicales.
Elle décède le 16 juin 1955 à Verzenay. Elle est enterrée au cimetière du Nord, dans la même sépulture que Marie-Clémence Fouriaux,.

### La Grande guerre
Quand la guerre éclate, Blanche Cavarrot se retrouve affectée à l'économat de l'hôpital auxiliaire 101, installée 23 rue de l'Université dans l'école professionnelle de filles.

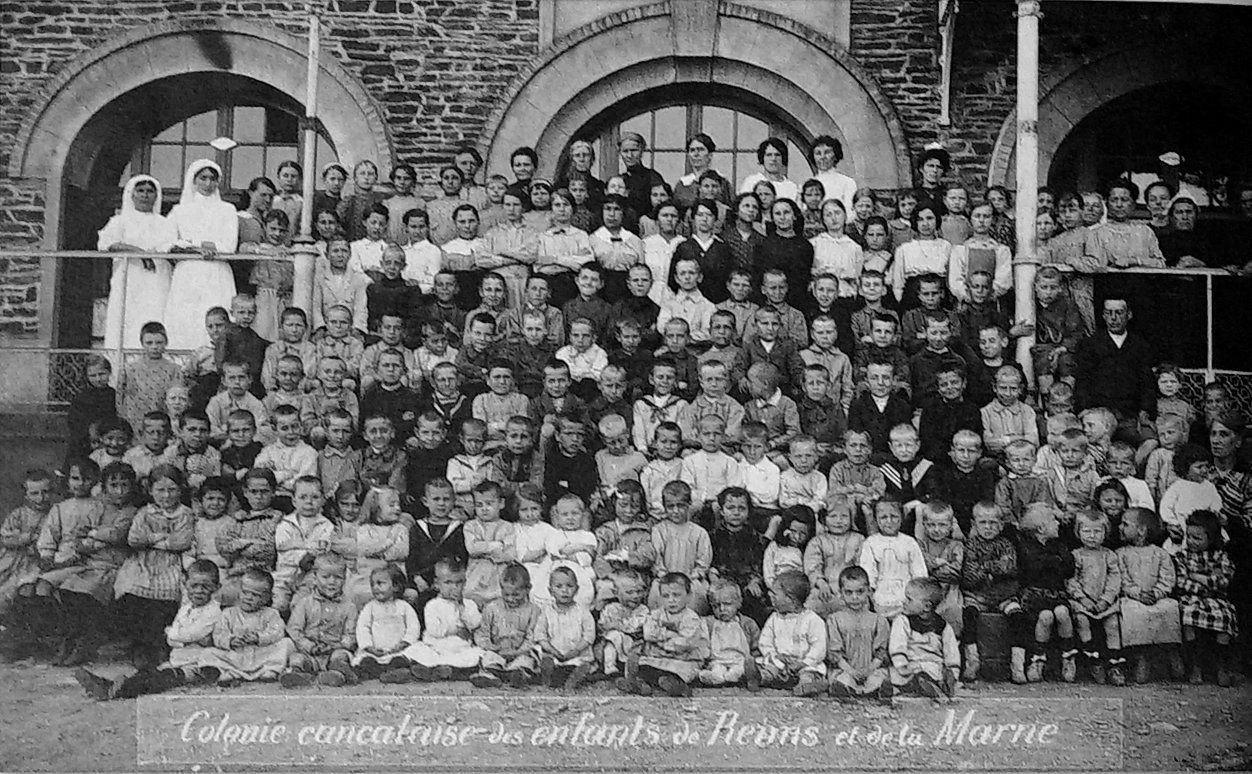
Blanche Cavarrot en 1917 avec les enfants des écoles de Reims à Cancale.

À partir du 19 septembre 1914, aidée d’une dizaine d'autres enseignants, elle donne des cours dans des caves de maisons de Champagne, notamment Mumm, Krug, Pommery et Champion. Elle enseigne aussi à l'institut professionnel Libergier.
Été 1915, elle participe à l'évacuation de 800 enfants rémois en vacances en dehors de la zone de guerre.

### Seconde Guerre mondiale
Pendant la Seconde Guerre Mondiale, elle organise l'évacuation de la Roseraie vers la Nièvre, puis sa réinstallation temporaire à Reims puis à Villers-Allerand.

### Reconnaissance
En 1936, elle est nommée chevalier de la Légion d'honneur[réf. souhaitée].
Elle est aussi titulaire de la médaille de la Reconnaissance française.
À Reims se trouve une école Blanche-Cavarrot, située au 4 allée Blanche-Cavarrot.